# Eduardo VII (serie de TV)
Eduardo VII es una serie dramática histórica británica de 1975, producida por ATV en trece episodios.
Basada en la biografía del rey Eduardo VII escrita por Philip Magnus, estaba protagonizada por Annette Crosbie como la reina Victoria, Timothy West como el Eduardo VII mayor, con Simon Gipps-Kent y Charles Sturridge como Edward the King en su juventud. Helen Ryan y Deborah Grant aparecieron como la reina Alexandra, mayor y más joven, respectivamente. Fue dirigida por John Gorrie, quien escribió los episodios 7 a 10. David Butler escribió el resto de la serie.
Solo los tres últimos episodios dramatizaron a Eduardo como rey (en consonancia con su breve reinado de nueve años, que no comenzó hasta que tenía casi sesenta años). Annette Crosbie, que ganó un premio BAFTA por su actuación, apareció en diez de los trece episodios.
Se emitió por primera vez por televisión entre abril y julio de 1975. En los Estados Unidos se mostró bajo el título Edward the King, con introducciones de episodios a cargo del locutor canadiense-estadounidense Robert MacNeil.

## Reparto de la serie

### Realeza
- Annette Crosbie como la reina Victoria (episodios 1 a 10)
- Timothy West como Albert Edward («Bertie»), Príncipe de Gales, más tarde Rey Eduardo VII (episodios 5-13)
- Helen Ryan como la princesa Alexandra, más tarde la reina Alexandra (episodios 6-13)
- Robert Hardy como el Príncipe Alberto (episodios 1 a 4)
- Felicity Kendal como la hermana mayor de Bertie, la princesa Vicky, más tarde emperatriz Federico de Alemania (episodios 2 a 5, 8, 10 y 11)
- Michael Byrne como Fritz, más tarde Federico III, emperador de Alemania (episodios 2 a 5, 8)
- Charles Sturridge como el joven Bertie (episodios 2 a 4)
- Simon Gipps-Kent como el joven Bertie (episodio 2)
- Deborah Grant como la joven Alexandra (episodios 4 y 5)
- Christopher Neame como el sobrino de Bertie, el Kaiser Wilhelm II (episodios 8 y 10-13)
- Gwyneth Strong como Minny (la joven Dagmar) (episodios 4-5)
- Jane Lapotaire como la emperatriz María de Rusia (la mayor Dagmar; Dagmar era hermana de la esposa de Bertie, Alexandra y más tarde esposa del zar Alejandro III) (episodios 6 a 8, 10, 12 a 13)
- Alison Leggatt como la duquesa de Kent (episodios 1 a 3)
- Charles Dance como el hijo mayor de Bertie , Prince Eddy (episodios 8-9)
- Michael Osborne como el segundo hijo de Bertie, el príncipe Jorge, duque de York, más tarde rey Jorge V (episodios 8-13)
- Ian Gelder como el hermano de Bertie, el príncipe Alfred (episodios 2 a 6)
- Julian Sherrier como Napoleón III, emperador de los franceses (episodio 2)
- Chloe Ashcroft como Eugénie, emperatriz de los franceses (episodio 2)
- Patricia O'Brian como la hermana de Bertie, la princesa Helena (episodio 2)
- Deborah Makepeace como la princesa Helena mayor (episodios 3 a 6)
- Shirley Steedman como la hermana de Bertie , la princesa Alice (episodios 3 a 6)
- Judy Loe como la princesa María de Teck, más tarde la reina María (episodios 9-13)
- Cheryl Campbell como la hermana menor de Bertie, la princesa Beatriz (episodios 8 y 10)
- Anthony Douse como Christian IX de Dinamarca (episodios 4, 5 y 12)
- Kathleen Byron como la princesa Christian, más tarde reina Luisa de Dinamarca (episodios 4 a 6)
- Vanessa Miles como la hija de Bertie, la princesa Luisa (episodio 10)
- Madeleine Cannon como la princesa Toria, l hija de Bertie (episodio 10)
- Rosalyn Elvin como la hija de Bertie, la princesa Maud, reina Maude de Noruega (episodio 10)
- Bruce Purchase como Alejandro III de Rusia (episodios 6 a 8)
- Michael Billington como el zar Nicolás II de Rusia (episodios 10, 12 y 13)
- Meriel Brooke como la zarina Alexandra (episodios 10 y 13)
- Paul Greenhalgh como el rey Jorge I de Grecia (episodios 5, 8, 10)
- Geoffrey Wincott como el rey Guillermo I de Prusia (episodio 6)
- Mel Churcher como la princesa Elena de Orleans (episodio 9)

### Primeros ministros y políticos
- Joseph O'Conor como Lord Melbourne (episodio 1)
- Michael Barrington como Sir Robert Peel (episodio 1)
- John Welsh como el duque de Wellington (episodio 1)
- Arthur Hewlett como el conde de Aberdeen (episodio 2)
- André Morell como Lord Palmerston (episodios 2 a 5)
- Peter Collingwood como Lord John Russell (episodios 4-5)
- Michael Hordern como William Ewart Gladstone (episodios 5 a 6 y 8 a 10)
- Bryan Coleman como el conde de Derby (episodio 6)
- John Gielgud como Benjamin Disraeli (episodios 6 a 7)
- Derek Fowlds como Lord Randolph Churchill (episodio 7)
- Richard Vernon como Lord Salisbury (episodios 9 a 11)
- Edward Hardwicke como Lord Rosebery (episodios 9-10)
- Lyndon Brook como AJ Balfour (episodios 10-12)
- Geoffrey Bayldon como Sir Henry Campbell-Bannerman (episodios 12-13)
- Angus MacKay como Lord Lansdowne (episodios 11 y 12)
- Basil Dignam como HH Asquith (episodio 13)
- Geoffrey Beevers como David Lloyd George (episodio 13)
- Christopher Strauli como Winston Churchill (episodio 13)

### Ejército británico y Marina Real
- Harry Andrews como el coronel Bruce (episodios 2 a 4)
- Gareth Thomas como el almirante Lord Charles Beresford (episodios 7 y 9)
- John Normington como el coronel Oliver Montagu (episodios 7 a 9)
- Clive Morton como el teniente general Owen Williams (episodio 9)
- James Berwick como el almirante Sir John Fisher (episodios 12-13)

### Las amantes de Eduardo
- Francesca Annis como Lillie Langtry (episodios 7 a 8)
- Carolyn Seymour como Lady Brooke (episodios 9-10)
- Sally Home como Agnes Keyser (episodios 10 y 13)
- Moira Redmond como Alice Keppel (episodios 10-13)

### Otros
- Edward de Souza como Luis de Soveral, embajador de Portugal (episodios 11-13)
- Patience Collier como la baronesa Lehzen (episodio 1)
- Noel Willman como el barón Stockmar (episodios 1 y 2)
- Peter Carlisle como James Buchanan (episodio 3)
- Kathryn Leigh Scott como Harriet Lane (episodio 3)
- Guy Slater como Lord Carrington (episodios 3 a 4, 6 a 8 y 11 a 12)
- Martin Skinner como Sipido (episodio 10)
- Peter Howell como Francis Knollys (episodios 8 a 10 y 12 a 13)
- Brewster Mason como Otto von Bismarck (episodio 8)
- Denis Lill como Frederick Ponsonby (episodios 11 a 13)
- Barbara Laurenson como Charlotte Knollys (episodios 9-13)
- Basil Hoskins como Lord Esher (episodios 11-13)
- William Dysart como John Brown (episodios 6 a 8)
- Robert Robinson como Ernest Cassel (episodios 10, 12, 13)

## Premios
La serie fue nominada a cinco premios BAFTA, de los cuales obtuvo cuatro: mejor serie dramática, mejor actriz para Annette Crossbie y Helen Ryan y mejor diseño. Timothy West fue nominado a mejor actor.